# علامة التعجب
علامة التعجب أو علامة التأثر أو علامة الانفعال هي من علامات الترقيم: ! تستخدم لنقل مشاعر قوية مثل: (الفرح والبهجة أو الحزن أو الغضب (!! تدل على الغضب) أو التعجب والاندهاش أو الاستفهام (؟! تدل على الاستفهام))، تكتب العلامة في نهاية الجملة.

## كتابتها

### اللغة العربية
| م | أهم مواضعها                                                                                      | الأمثلة |
| - | ------------------------------------------------------------------------------------------------ | --- |
| 1 | بعد التحية                                                                                       | مرحبًا! أهلًا بك! السلام عليكم! |
| 2 | بعد صيغة التعجب القياسية في اللغة العربية (ما أفعل)                                              | ما أجمل الربيع! - ما أكثر ما استذكر محمد دروسه!                                                                                      |
| 3 | بعد صيغ التعجب السماعية                                                                          | لله دره شاعراً! - إلهي، كم هذا رائع! - أي فرس أصيلة حرون! - ويحك! - أَكِرم ْ بمهند ! - لله دره فارساً !                                   |
| 4 | تعجب كاتب من فكرة [بحاجة لمصدر]                                                                  | تمكن العلماء من تصميم موقد يعمل بالأشعة السينية، إذا وضعت يدك عليه لا تشعر بالحرارة، وإذا وضعت عليه إناءً يسخنُ!                       |
| 5 | الاستفهام الاستنكاري                                                                             | أغير الله تدعون! |
| 6 | بعد مواقف الانفعال المؤثرة؛ ومنها: الرهبة، والدهشة، والرغبة، والمدح، والذم ومايفيد الفرح والحزن. | يا ليت لنا مثل ما أوتي قارون! - حبذا الكريم! وبئس اللئيم! - ربنا وتقبل دعاء! - اللهم أغثناّ! - بلغ السيل الزبا! - أف لكم ولما تعبدون! |
| 7 | بعد الجمل التي تفيد الدعاء                                                                       | أدامك الله للعلم والعلماء!، رعاك الله!، يالله القدس!.                                                                                |